# Rubidiumacetat
Rubidiumacetat ist das Rubidiumsalz der Essigsäure mit der Summenformel CH3COORb.

## Gewinnung und Darstellung
Rubidiumacetat kann durch Salzbildungsreaktion aus Rubidiumhydroxid und Essigsäure hergestellt werden.
{\displaystyle \mathrm {RbOH+CH_{3}COOH\longrightarrow CH_{3}COORb+H_{2}O} }
Ebenso ist die Synthese aus Rubidiumcarbonat und Essigsäure unter Entwicklung von Kohlendioxid möglich.
{\displaystyle \mathrm {Rb_{2}CO_{3}+2\ CH_{3}COOH\longrightarrow 2\ CH_{3}COORb+CO_{2}+H_{2}O} }

## Eigenschaften
Rubidiumacetat ist im Handel als hygroskopisches, weißes Pulver erhältlich. Es bildet monokline Kristalle mit den Gitterparametern a = 869 pm, b = 618 pm, c = 426 pm und β = 104,4°.